# Dariusz Kulik
Dariusz Kulik (ur. 1970 w Głubczycach) – polski pilot samolotów pasażerskich i youtuber. Twórca lotniczego kanału Turbulencja na YouTube.

## Życiorys
Z wykształcenia jest elektroenergetykiem, pracował w branży informatycznej, a dodatkowo zajmował się produkcją wideofilmów. Z lotnictwem początkowo związany był hobbystycznie jako pilot, a potem także instruktor szybowcowy. W wieku 37 lat uzyskał uprawnienia pilota samolotów pasażerskich. Pracował dla różnych podmiotów z branży lotniczej, m.in. dla Centralwings, Air Baltic, OLT Express oraz dla przedsiębiorstw zajmujących się usługami typu ACMI (okresowy wynajem samolotu wraz z załogą dla linii lotniczych). Szkolenia lotnicze odbywał m.in. w Polsce, na Litwie oraz na Malcie. Doświadczenie lotnicze uzyskał w lotach krajowych na samolotach typu Jetstream 31 oraz w lotach międzynarodowych na samolotach typu Boeing 737. Pracę dla litewskich linii lotniczych Avion Express jako kapitan samolotów typu Airbus A320 zakończył w roku 2020. Po światowym kryzysie transportowym wywołanym pandemią COVID-19, pracuje w czarterowych liniach lotniczych Electra Airways, dla których lotnisko Katowice-Pyrzowice jest jeden z hubów.
W 2018 roku w serwisie internetowym YouTube założył kanał Turbulencja, na którym prezentuje nagrania z kabiny pilotów, pogadanki na tematy lotnicze, a także wywiady z osobami pracującymi w tej branży. Na Instagramie oraz Facebooku prowadzi fanpage, a także zainicjował powstanie grupy dyskusyjnej o tej samej nazwie, co jego kanał na YouTube.
Bywał w radiu i telewizji, a także na innych kanałach na YouTube, mówiąc o lotnictwie. Był m.in. gościem Dzień dobry TVN, NaTemat.pl oraz udzielił wywiadu Marcinowi Prokopowi na kanale Browaru Namysłów. Wypowiadał się m.in. dla Vivy! oraz Wirtualnej Polski.
Podczas 27. finału WOŚP w 2019 roku wylicytowano 120 minutowy wspólny z kapitanem Kulikiem lot symulatorem Boeinga 737, natomiast podczas 28. finału w 2020 roku lot symulatorem Airbusa A320.
W 2020 wydał 360-stronicową książkę Turbulencja (ISBN 978-83-8129-622-9), dotyczącą podobnych tematów jak jego twórczość internetowa. Publikacja ukazała się w wydawnictwie SQN. Pozytywne recenzje zyskała m.in. od kpt. Tadeusza Wrony – polskiego pilota, który awaryjnie lądował samolotem Boeing PLL LOT 016 oraz od Marty Włodarczyk – blogerki i stewardesy. Patronaty medialne nad książką objęli: Wirtualna Polska, portal fly4free.pl, Przegląd Lotniczy Aviation Revue i portal aviation24.pl. Natomiast partnerami wydania zostali: LS Airport Services oraz Air Point Flight Simulator Experience. Zwiastun książki nakręcono w porcie lotniczym Katowice-Pyrzowice.

## Życie prywatne
Ma siostrę. Jest żonaty ze Stefanią, która jest nauczycielką. Mieszkają w Raciborzu. Prywatnie lata dronami.